# 南漳斑鸠菊
南漳斑鸠菊（学名：Vernonia nantcianensis）是菊科班鸠菊属的植物，是中国的特有植物。分布于中国大陆的湖北、四川等地，生长于海拔700米至1,950米的地区，常生长在山坡、山谷或林缘，目前尚未由人工引种栽培。
本物種得名於湖北省的南漳县。